# ケビン・モスカテル
ケビン・モスカテル （Kevin Moscatel , 1991年5月16日 - ）は、ベネズエラ、ミランダ州出身の元プロ野球選手（捕手）。右投右打。NPBでは育成選手であった。

## 経歴

### カージナルス時代
2008年に17歳でセントルイス・カージナルスに入団。ルーキーリーグのベネズエラン・サマーリーグ・カージナルスで16試合に出場した。
2009年はA+級のパームビーチ・カージナルスに昇格したが4試合の出場にとどまった。ルーキーリーグでは28試合で打率.212だった。
2010年はルーキーリーグで28試合に出場し、自己最高となる打率.283の成績を残したが、A+級のパームビーチ・カージナルスでは5試合の出場に終わった。
2011年はA-級のバタビア・マックドッグズでプレー。自己最多となる30試合に出場したが、打率.225の成績に終わった。

### カージナルス退団後
2012年はミルウォーキー・ブルワーズの春季キャンプ、ベネズエラウインターリーグなどでプレーした。

### DeNA時代
2013年2月1日から横浜DeNAベイスターズの春季キャンプにテスト生として参加し、2月12日にDeNAに育成契約での入団が発表された。2013年シーズンはイースタンリーグで打率.207、2014年も打率.048と結果を残せず、2014年9月26日に現役引退を発表した。10月31日、自由契約公示された。

## プレースタイル・人物
メジャー経験はないが、マイナーでは通算105試合にマスクをかぶり、盗塁阻止率は.329を記録している。
最初は日本人に対し冷たい印象を抱いていたというが、DeNA入団後はみんなやさしいくいい人ばかりと述べている。また、公文に通い日本語を学んでおり日本の文化に馴染むことにも意欲的である。

## 詳細情報

### 年度別打撃成績
- 一軍公式戦出場なし

### 背番号
- 115 （2013年 - 2014年）